# Dolní Lhota (okres Ostrava-město)
Dolní Lhota (německy Niederellgoth) je obec, která se nachází v okrese Ostrava-město v Moravskoslezském kraji. Žije zde přibližně 1 500 obyvatel. Obec nemá průmyslový charakter, obyvatelé tak pracují zejména ve službách nebo za prací dojíždějí do Ostravy. Naopak Ostravané okolí Dolní Lhoty vyhledávají jako cíl rekreací, stojí zde řada chat, jejichž pás se táhne až do Kyjovic. Spojení s Ostravou zajišťuje tramvajová linka číslo 5 ostravského dopravního podniku.

## Přírodní podmínky, poloha
Obec se nachází na levém svahu údolí Porubky, na samém okraji podhůří Nízkého Jeseníku a na okraji Ostravské pánve. Ve vzdálenosti 9 km severovýchodně leží město Hlučín, 11 km jihovýchodně statutární město Ostrava, 11 km jihozápadně město Bílovec a 13 km severně město Kravaře.
Dominantní jsou v okolí menší zemědělské plochy, převážně pole s klasickými plodinami Ostravské pánve. Lesnatých porostů se v samotné obci zachovalo málo, nepůvodní smíšený les je na kopci Strážnice (místní název Břem), podél silnice do Kyjovic se nachází jeden z mála celistvějších borových lesů na Ostravsku. Souvislý, převážně listnatý porost (místní název Obora) dělí Dolní Lhotu od ostravské městské části Krásné Pole. Severní částí obce protéká potůček Opusta.
V dnešní době zástavba obce plynule přechází v místě tramvajové zastávky Dolní Lhota do zástavby sousedního Čavisova, nacházejícího se na pravém břehu Porubky.
Obec Dolní Lhota leží v západní části okresu Ostrava-město, nad levým břehem středního toku potoka Porubky. Nachází se tedy přibližně uprostřed mezi městy Ostrava a Opava. Katastrální výměra obce je 536 ha.

## Název
Původní název osady podle starých záznamů z roku 1424 byl Lhotka, od roku 1464 Lhotka Důlní, v letech 1514-1924 Malá Lhota, potom až do současnosti Dolní Lhota. Historické zmínky o obci jsou z roku 1377, kdy dvůr Lhotka Důlní patřil Jindřichovi z Bítova. Z pramenů Opavského zemského archivu, tzv. zemských desek, je zjištěno, že 30. května 1465 kupují Lhotku Důlní bratři Žibřid a Mikuláš Donátové a v roce 1486 byla obec prodána Pražmům z Bílkova.

## Historie
První písemná zmínka o obci pochází z roku 1486. Od roku 1514 je doložen název Klein Ellgoth, neboli Malá Lhota.
Do konce 17. století obec náležela ke klimkovickému panství. Posledním majitelem Lhotského panství byl do roku 1918 rod Vlčků. Po rozpadu Rakousko-Uherska a vzniku Československého státu se obec rozvíjela daleko rychleji než do té doby. Roku 1926 se v obci začalo s elektrifikací. V tomtéž roce byla vybudována železnice do Ostravy, jezdil zde vlak s parní lokomotivou. Roku 1948 byla celá trať z Ostravy Svinova do Kyjovic elektrizována.
Po dobu okupace byla Dolní Lhota součástí Sudet. Při osvobozovacích bojích padlo na pět set vojáků, mezi nimi devět příslušníků 1. čs. samostatné tankové brigády a sedmnáct občanů obce. Padlým tankistům byl vystavěn památník na místním hřbitově. V centru obce jsou pro upomínku na těžké boje ještě dva památníky padlým vojákům a místním občanům. V blízkosti školy stojí památník zakladatele Československého státu a prvního prezidenta T. G. Masaryka.
Obec byla během druhé světové války osvobozena Rudou armádou dne 26. dubna 1945. V okolí Dolní Lhoty však probíhaly až do 28. dubna 1945 boje, kterých se zúčastnili vojáci 121. střelecké divize 52. střeleckého sboru Rudé armády a tankisté 1. československé samostatné tankové brigády v SSSR. Na památníku války jsou uvedena jména patnácti padlých občanů obce, jiné zdroje však uvádějí až sedmnáct obětí.
Původní jádro obce se rozkládalo v severní části obce, zástavba jižní části až k samotnému toku Porubky proběhla zejména v první polovině 20. století, ale i později. V roce 1930 v Dolní Lhotě žilo 715 obyvatel, o devět let později již 732 osob. V letech 1961–1969 byla vesnice součástí obce Lhota-Čavisov a od 1. března 1969 se stala samostatnou obcí oddělením od části Čavisov. Od 1. ledna 2007 patří Dolní Lhota do okresu Ostrava-město.
Mezi významnější dolnolhotské rodáky patří prof. P. František Myslivec, vlastenecký kněz a slezský národopisec, připomenutý pamětní deskou. Původně byla umístěna na jeho rodném domě čp. 7, později byla přemístěna na památník nedaleko kaple.

## Pamětihodnosti
- Kostel sv. Cyrila a Metoděje (vysvěcen 2004)
- Kaplička Panny Marie sedmibolestné (vysvěcena 2006)

## Kultura, vzdělání a sport
V obci je mateřská školka a nižší stupeň základní školy. Výuku vyššího stupně poskytuje základní škola v nedaleké Velké Polomi. Dolní Lhota má obecní knihovnu, působí zde sbor dobrovolných hasičů. Sportovní výchovu organizuje TJ Sokol. Na jaře je pořádán Běh osvobození, navazující na tradici Čavisovské desítky. Trať má délku přibližně 12 km, spojuje Dolní Lhotu s Čavisovem. V roce 2021 byl založen spolek s názvem Sportovní a kulturní spolek Dolní Lhota z.s., který pořádá závod horských kol s názvem Dolnolhotský BAJK. Spolek pořádá také turistický pochod s názvem Dolnolhotský ŠKRPÁL a kulturně společenské akce s názvem RALLY Dolní Lhota či Dolnolhotský KOBZOL.
Významnou kulturní akcí je mezinárodní hudební festival alternativní hudby Dolnolhotský buben, založený roku 1998. Poslední ročník tohoto festivalu na území Dolní Lhoty se konal v roce 2008 v areálu SDH Mokřinka. V roce 2023 tradice této hudební akce v Dolní Lhotě obnovena.[zdroj?]